# Eli Lilly and Company
Ilaj Lili end kompani (engl. Eli Lilly and Company) je globalni proizvođač lekova. Sedište kompanije se nalazi u Indijanapolisu u Sjedinjenim Državama. Kompanija ima filijale u Portoriku i u 17 zemalja. Njeni proizvodi su u prodaji u oko 125 zemalja. Kompanija je osnovana 1876. Osnivač je farmaceutski hemičar Ilaj Lili, po kome je kompanija kasnije dobila ime.
Pred drugih specijalnosti, Ilaj Lili end kompani je prvi počeo da masovno proizvodi penicilin. Takođe to je jedna of prvih farmaceutskih kompanija koje je proizvodila ljudski insulin koristeći rekombinantnu DNK. Danas je ova kompanija najveći svetski proizvođač i distributer psihijatrijskih lekova.

## Literatura
- Bodenhamer, David J. (1994). The Encyclopedia of Indianapolis. Indiana University Press. ISBN 978-0-253-31222-8.
- Price, Nelson (1997). Indiana Legends. Emmis Books. ISBN 978-1-57860-006-9.
- Podczeck, Fridrun & Jones, Brian E (2004). Pharmaceutical capsules. Pharmaceutical Press. ISBN 978-0-85369-568-4.

## Spoljašnje veze
- Zvanični vebsajt.
- Profil kompanije.